# Elías Castelnuovo
Elías Castelnuovo (6 de agosto de 1893, Montevideo - 11 de octubre de 1982, Buenos Aires) fue un escritor, cuentista, novelista, dramaturgo, ensayista y periodista argentino y uruguayo que desarrolló la mayor parte de su actividad en Buenos Aires, Argentina. Adhería al anarquismo y estuvo muchos años próximo al Partido Comunista de la Argentina, sin llegar nunca a afiliarse. Polemizó con intelectuales y artistas dentro y fuera del campo de la izquierda revolucionaria de principios del siglo XX. Cuando surgió el peronismo, se sintió atraído al mismo; escribió en la revista Mundo Peronista y fue elegido para presidir un congreso del Partido Socialista de la Revolución Nacional, que apoyaba al gobierno de Juan Domingo Perón.
La crítica literaria le reconoce una gran importancia dentro de la historia de la literatura argentina, pero el carácter de su literatura es controvertido: existen quienes ven en su obra un tono serio, trágico, naturalista, pietista y mesiánico, que sería contradictorio con sus ideales políticos anarquistas y revolucionarios; mientras otros ven como predominante un tono humorístico, que buscaría hacer una parodia crítica de los discursos dominantes de su época. 

## Primeros años
Castelnuovo se crio en la pobreza. Ejerció como aprendiz de muchos oficios y fue militante político casi toda su vida. Aunque nacido en Uruguay, llegó a los doce años a Buenos Aires, y allí desarrolló toda su obra literaria y su trabajo intelectual y político; por esta razón es que se lo considera también un escritor e intelectual argentino.
Hijo de Carlos Castelnuovo, inmigrante danés, y Carolina Serra, inmigrante italiana, nace en el barrio obrero de Palermo, Montevideo, el penúltimo de diez hermanos. Su padre muere a consecuencia de un accidente de trabajo. Elías no puede proseguir los estudios primarios más allá de cuarto grado y su cuñado le exige trabajar para aportar a la casa familiar. A la edad de diez años es colocado como aprendiz de linotipista en la imprenta de un matrimonio de origen catalán. En esta imprenta, donde comenzó a forjarse una cultura autodidacta, conoce al escritor uruguayo José Enrique Rodó.
De regreso en la casa familiar dos años después, un peluquero anarquista, inquilino de su madre, lo introduce en la literatura ácrata. A los quince años abandona la casa familiar e inicia un período de vagabundeo a través del Uruguay, Río Grande do Sul (Brasil) y las provincias de Entre Ríos y Corrientes de la Argentina. A lo largo de tres años, desempeña oficios diversos, tales como mozo de cuadra, peón de saladero, albañil frentista, constructor. Más tarde ficcionalizó estas experiencias en diversas obras, como su novela Calvario (1949), que le valieron el mote de “el Gorki argentino”. Se instala finalmente en Buenos Aires en 1910 y trabaja como linotipista y tipógrafo.

## Primeras publicaciones en el anarquismo
Vinculado a los medios anarquistas de la Ciudad de Buenos Aires, en 1917 forma parte del ala libertaria que simpatiza con la revolución rusa y el gobierno bolchevique. En 1919 colabora en la revista libertaria Prometeo. Quincenario anarquista y en el diario ácrata La Protesta con poemas de adhesión a la Revolución rusa. En la imprenta donde trabaja traba amistad con el médico Lelio O. Zeno, también “anarco-bolchevique”, con quien se instala hacia 1919 en una isla del Delta del Paraná para “vivir libremente y ejercer la medicina entre los isleños”. Castelnuovo oficiará de asistente de cirugía. Luego de convocar tres asambleas de isleños pobres para tratar el tema de la ocupación de tierras fiscales, Zeno y Castelnuovo son detenidos y recluidos en una celda del destacamento de la Marina.
En 1921 ambos amigos colaboran en Cuasimodo, una revista de cultura libertaria, dirigida por el pedagogo Julio R. Barcos, de fuerte apoyo a la experiencia soviética. Este año Castelnuovo obtiene, a través de Barcos, un puesto como maestro en un reformatorio de menores en la localidad de Olivera, experiencia que aparece tematizada en su volumen de cuentos Larvas (1931). En 1920 participa de la experiencia de un nuevo diario en Buenos Aires: El Trabajo (1921-1922), desde el cual los “anarco-bolcheviques” llaman a la fusión de las dos federaciones obreras (las dos FORAS, comunista y sindicalista) y a su adhesión a la Internacional Sindical Roja. Junto a figuras del “anarco-bolchevismo” de entondes como Enrique García Thomas, Hermenegildo Rosales y Atilio R. Biondi, contribuye a la fundación, en enero de 1923, de la Alianza Libertaria Argentina (ALA). Elegido secretario de prensa, participa en los primeros números de su órgano, el periódico El Libertario (1923-1932) y poco después en otro periódico “anarco-bolchevique”: La Rebelión (1925-1926).
En 1923 aparece su primer libro, “Notas de un literato naturalista”, en la colección de folletos de gran tiraje Las Grandes Obras que dirige Barcos. Sin embargo, alcanza reconocimiento con la aparición de Tinieblas (1923) y con Malditos (1925), obras que sucitan un animado debate por su “brutal descripción de la miseria humana” (Eipper).

## Los años del Grupo Boedo (1924-1931)
En 1924 Castelnuovo y los escritores embanderados con la estética realista y el compromiso social colaboran en la revista Extrema izquierda, desde la cual polemizan con Martín Fierro, revista comprometida con la estética de las vanguardias. En 1926 colabora en la Revista del Pueblo (1926-1927). Por entonces Castelnuovo ha comenzado publicar sus textos a través de las colecciones de libros, folletos y revistas que edita el socialista Antonio Zamora con el sello Claridad. Las revistas de Zamora Los Pensadores (1924-1926) y sobre todo Claridad (1926-1941) se convertirán en la década de 1920 en los órganos privilegiados del llamado “Grupo de Boedo”, núcleo de los escritores realistas, que integran (entre otros), Castelnuovo, Leónidas Barletta, Álvaro Yunque y Roberto Mariani. Desde estas revistas relanzan sus críticas a la corriente de escritores vanguardistas de Martín Fierro, motejada por ellos mismos como “Grupo de Florida”.
En 1927-28 Castelnuovo edita, con la colaboración del artista plástico Guillermo Facio Hebequer, otro órgano “boedista”: la revista Izquierda. En 1926 hace su primera incursión teatral con la obra Ánimas benditas, que estrena la compañía de Enrique Arellano en el Teatro La Ideal.
En 1927 funda, junto a Barletta, Yunque y Octavio Palazzolo, el Teatro Libre, primera experiencia de teatro independiente, de corta duración. Poco después anima una nueva experiencia: el Teatro Experimental de Arte (TEA), en cuyo marco se estrena su obra En nombre de Cristo.
En 1928 se casa con Inés Delfino, con quien tiene dos hijos: Allan Poe y María Eugenia. En 1929 colabora en la revista anarquista La Continental Obrera. Tras el golpe militar de 1930, sufre reiterados allanamientos en su casa, así como persecuciones policiales y judiciales. Por entonces, Castelnuovo y su amigo Roberto Arlt se aproximan al PC argentino. En 1931 Castelnuovo emprende un viaje a la URSS como acompañante de Lelio Zeno, que había sido invitado a trabajar en el Instituto Sklifosovsky, el mayor establecimiento de cirugía de urgencia de Moscú. Se embarcan en el puerto de Buenos Aires el 13 de junio de 1931, acompañados por el biólogo y filósofo anarquista alemán Georg Nicolai. Hacen escala en Hamburgo, visitan Berlín —donde conocen a figuras como Georg Grosz y Albert Einstein— y finalmente llegan a Moscú.
Aunque se lo tiene por fundador del Grupo Boedo, donde militaban escritores de tendencia socialista, anarquista y comunista como Álvaro Yunque, Leónidas Barletta, César Tiempo, Roberto Mariani, el nacimiento del grupo (según contaba Castelnuovo) se debió a la casualidad y a los oficios de Antonio Zamora, el director de la Editorial Claridad, pues allí se reunía este grupo inicial de escritores que se habían conocido en la entrega de premios de un concurso de poesía organizado por el periódico anarquista "La Montaña". Los escritores del grupo, que se reunían en el Café El Japonés, y del cual Elías Castelnuovo fue sin duda uno de sus más activos y apasionados miembros, hacían una literatura para las masas influenciada por escritores como Émile Zola, Balzac, Anatole France, Tolstói, Gorki, Dostoievski… es decir, por los máximos exponentes del naturalismo, el realismo, el realismo socialista y el humanitarismo. Nunca llegó a afiliarse al Partido Comunista, y al aparecer el peronismo, adhirió al mismo y se incorporó al Partido Socialista de la Revolución Nacional, comenzando trabajos de investigación sobre la realidad sociológica argentina y escribiendo en la revista Mundo Peronista. Debió exiliarse en Montevideo al ser derrocado Juan Domingo Perón e instaurarse la dictadura autodenominada Revolución Libertadora.

## Aproximación al Partido Comunista (1932-1936)
A su retorno se desempeña como redactor, junto con Roberto Arlt, del diario comunista Bandera Roja, donde publica sus crónicas de viaje a la URSS, luego reunidas en dos volúmenes: Yo vi… en Rusia (1932) y Rusia Soviética (1933). Desde 1932 es el principal animador de una revista marxista que resguarda cierta independencia respecto del Partido Comunista y donde colabora buena parte de los «compañeros de ruta»: Actualidad económica, política, social (1932-1936). Impulsa al mismo tiempo, junto con Roberto Arlt, una Unión de Escritores Proletarios (UEP), de vida efímera, que combate a la recientemente creada Sociedad Argentina de Escritores (SADE).
En 1932 Castelnuovo, acompañado por Facio Hebequer, Abraham Vigo y el director Ricardo Passano, se alejan del Teatro del Pueblo que dirige Barletta para crear el Teatro Proletario (1932-1935). Sin embargo, todas las experiencias emprendidas con los comunistas —incluyendo sus libros de viaje a la URSS y sus colaboraciones en Bandera Roja— culminan en agrias polémicas públicas con Rodolfo Ghioldi, que frustran una y otra vez la afiliación de Castelnuovo al PC.
En 1934 aparece el volumen Vidas proletarias, tres dramas inspirados en el canon del realismo socialista soviético. En 1935 aparece su programa estético realista: el ensayo El arte y las masas. En 1936, en el contexto de la Guerra civil española, dedica a la causa republicana su novela Resurrección.
En 1936, un fiscal le inicia una causa por su actividad política, que busca su expulsión del país bajo el marco de la Ley de Residencia. Castelnuovo recibe la solidaridad de intelectuales y militantes de Latinoamérica y de la Argentina. Si bien Castelnuovo no es expulsado del país, durante varios años se aleja de la actividad política y cultural. 

## Castelnuovo y el peronismo
A diferencia de la mayor parte de los intelectuales de izquierda, en 1945 simpatiza con el peronismo emergente. Es así que durante la década peronista (1945-1955) colabora asiduamente en la revista Mundo Peronista con la sección “Grageas al paso” que firma “Elicás” y en el suplemento literario del por entonces oficialista diario La Prensa. Participa de las actividades del Instituto de Estudios Económicos y Sociales, que dirige Juan Unamuno, un espacio de encuentro entre la izquierda y el peronismo, colaborando en su periódico, Argentina de Hoy (1951-1955). Es elegido para presidir un congreso del Partido Socialista de la Revolución Nacional (PSRN), que lidera Enrique Dickmann.
En 1958 colabora en El Día de La Plata, que dirige Antonio Zamora. A principios de la década de 1970 colabora en revistas político-culturales de izquierda como Barrilete, Crisis y Nuevo Hombre. En 1971 publica otro ensayo: Jesucristo, montonero de Judea, que presenta a Cristo como “proto-comunista” y lo dedica al sacerdote tercermundista Hernán Benítez.
Durante el tercer gobierno peronista alcanza su mayor reconocimiento: en 1973 el Rector de la UBA Rodolfo Puiggrós lo designa profesor emérito honoris causa y un año después Ediciones Culturales Argentinas publica sus Memorias. Se repliega bajo la última dictadura militar (1976-1983), aunque en 1976 aparece una segunda edición de su vida de Cristo, ahora con el título relativamente más prudente de Jesucristo y el Reino de los Pobres. Colabora con algunos poemarios en la colección "La Pluma y la Palabra" - Editorial Papeles de Buenos Aires que dirige Roberto Santoro. En 1977 Editorial Rescate de Buenos Aires pública una nueva versión de El arte y las masas.

## Fallecimiento
Castelnuovo falleció a los 89 años en su casa del barrio porteño de Liniers. Sus restos fueron velados en la SADE.

## Su obra
Su militancia político-cultural lo llevó a viajar por el mundo. Tuvo la oportunidad de conocer a grandes intelectuales que fogoneaban las tendencias de vanguardia. Escribió una decena de libros, entre los que destacan Tinieblas (1923), Malditos (1924), Entre los muertos (1925), Ánima bendita (1926) y En nombre de Cristo (1927). Siguieron, años más tarde, Teatro proletario (2 tomos, 1931/33), El arte y las masas (1935) y Psicoanálisis sexual y social (1938). Los autores que más influenciaron su obra fueron Leonid Andréiev, Tolstói, Dostoievski y Edgar Allan Poe.
En 1973 fue nombrado Doctor Honoris Causa por la Universidad de Buenos Aires por su aporte a la cultura.

## Recepción crítica
La crítica literaria argentina moderna, si bien reconoce la importancia de Castelnuovo para la historia de la literatura argentina, en los últimos años se desarrolló una progresiva puesta en cuestión de esta perspectiva.
Adolfo Prieto inaugura las impugnaciones sobre la literatura de Castelnuovo cuando afirma que en su obra se encuentra “la mera piedad mezclada en un principio con arrebatos de impotente rebeldía” (326). [cita requerida]Por su parte, Juan Carlos Portantiero afirma que las ficciones de Castelnuovo se caracterizan por entramar elementos del “populismo” y del “naturalismo”, y por un “fatidismo mesiánico” (1961, p. 120) que tiene como fin provocar una “visión piadosa de la clase trabajadora” (120). El pietismo y el mesianismo propuestos por Prieto y Portantiero serán retomados y reafirmados por la crítica literaria posterior. Bajo este marco, Carlos Giordano señala los “desbordes” de su poética, por ingenua, tremendista y esquemática (1980, p. 42); Eduardo Romano (1982) y Beatriz Sarlo (1988) destacan su exageración de los recursos naturalistas y de su apelación al horror; Adriana Astutti afirma que el realismo de Castelnuovo es “involuntariamente caricaturesco” (2002, p. 428); Sylvia Saítta encuentra que el autor reprodujo pero, a su vez, “excedió” (2008, p. 100) los presupuestos de Boedo tanto por su lógica religiosa como por su fascinación por lo monstruoso; y, por último, Marcela Croce encuentra que en su obra la “alternativa revolucionaria resulta sepultada” (2017, p. 201) por su perspectiva determinista biológica, evangélica y pietista.
En paralelo, existe una serie de estudios críticos que ofrecen una mirada diferente a la dominante. Por ejemplo, Nicolás Rosa califica a Castelnuovo como “bricoleur de los restos de las Enciclopedias Populares” (1997, p. 113); Leonardo Candiano y Lucas Peralta destacan que sus ficciones persiguen motivar la acción de quienes leen (2007, p. 209); Oscar Blanco sostiene que la literatura de Boedo continúa pero critica a la novela positivista, por señalar que la miseria moral es consecuencia de la miseria material (16); así como Gabriela García Cedro afirma que Boedo se inscribe dentro de las vanguardias porteñas por su experimentación, rechazo de modelos previos y su cuestionamiento a las instituciones (2013, p. 376-8).
Pese a que la mayor parte de análisis que han abordado la obra de Castelnuovo señalan un tono serio y trágico en sus ficciones, existen otros que advierten un tono humorístico y paródico. En efecto, Francine Masiello señala que Castelnuovo parodia al naturalismo pero que, no obstante, no logra escapar por completo del determinismo biológico naturalista (1986, p. 197-200). John Eipper advierte que la condición de “humorista” (1995, p. 31) de Castelnuovo es una “faceta olvidada” (31), aunque afirma que este tono humorístico es una contingencia que acontece solo en el comienzo de su producción. Por su parte, Adriana Rodríguez Pérsico percibe su tono burlesco sobre el discurso médico, pero encuentra una “contradicción” (2013, p. 34) en Castelnuovo, en tanto esta parodia coexiste en su poética con un “naturalismo de trazos gruesos” (34). En cambio, Esteban Da Ré sostiene que el humor tragicómico en la literatura de Castelnuovo es una constante durante toda su obra y que las exageraciones del naturalismo, de la novela semanal, del cristianismo persiguen formular una crítica paródica de estos discursos para poner en evidencia que no presentan alternativas válidas para la clase trabajadora, público lector al que aspiraba Castelnuovo para sus obras.
El humor en la poética de Castelnuovo, asimismo, es percibido por parte de su primera recepción. En este sentido, la breve biografía de Castelnuovo que acompaña la publicación de Notas de un literato naturalista, conjunto de relatos que aparecen en 1923 –mismo año de la aparición de Tinieblas–, hace énfasis en su “humorismo filosófico” (1923a, s/n) sobre “las costumbres, las ideas y las imbecilidades” (s/n) de su tiempo, así como señala que en sus “burlas llenas de causticidad (...) hay, sin embargo, (...) un timbre patético de tristeza” (s/n).

## Obras publicadas
- “Notas de un literato naturalista”, en Las Grandes Obras n° 52, 1923.
- Tinieblas, Buenos Aires, Tognolini, 1923.
- Malditos, Buenos Aires, Claridad, 1925.
- Ánimas benditas, Buenos Aires, Atlas, 1926.
- Entre los muertos, Buenos Aires, Atlas, 1926 (2.ª ed.: Buenos Aires, Atlas, 1941).
- Teatro: Ánimas benditas. En nombre de Cristo. Los señalados, Buenos Aires, El Inca, 1929.
- Carne de cañón, Buenos Aires, Claridad, 1930 (también publicado como Carne de hospital, Barcelona, Bauzá, 1930).
- Larvas, Buenos Aires, Claridad, 1931 (2.ª ed.: BA, Cátedra Lisandro de la Torre, 1959).
- Yo vi… en Rusia, Buenos Aires, Actualidad, 1932 (2.ª ed. corregida: BA, Rañó/Victoria, 1933).
- Rusia Soviética. (Impresiones de un viaje a través de la tierra de los trabajadores), Buenos Aires, Rañó, 1933.
- Vidas proletarias (Escenas de la lucha obrera). La marcha del hambre. La 77 Conferencia de la paz mundial, Buenos Aires, Victoria, s/f [c. 1934].
- El arte y las masas, Buenos Aires, Claridad, 1935.
- Resurrección. Impresiones de una conciencia libre sobre la epopeya heroica del pueblo español, Buenos Aires, Claridad, s/f [c. 1936].
- Psicoanálisis sexual y psicoanálisis social. Examen de una nueva teoría de desorientación política y económica, Buenos Aires, Claridad, 1938 (2.ª ed.: BA, Claridad, 1966).
- Calvario, Buenos Aires, ed. del autor, 1949 (2.ª ed.: Claridad, 1956).
- Jesucristo, montonero de Judea, Buenos Aires, La Técnica, 1971 (2.ª ed.: Jesucristo y el Reino de los Pobres, Buenos Aires, Rescate, 1976).
- Memorias, Buenos Aires, Ediciones Culturales Argntinas, 1974.
- Caña fístula, Buenos Aires, Papeles de Buenos Aires, 1976.
- El sentido de clase en la novela del campo argentino. La tierra vista por los propietarios de la tierra, Buenos Aires, Papeles de Buenos Aires, 1976.
- El violinista verde. Mal de Chagas desde una perspectiva latinoamericana. Buenos Aires, Papeles de Buenos Aires, 1976.
- Cartas de Elías Castelnuovo, Buenos Aires, Ediciones Cañón Oxidado, 1988.
- Sacrificados (cuentos de la resistencia), Buenos Aires, Rescate, 1988.